# ميتال غير (سلسلة)
ميتال غير (بالإنجليزية: Metal Gear) أو المعدات المعدنية، سلسلة ألعاب من نوع مغامرات والإثارة، أو لعبة تخطيط تجسس وإثارة، ظهورها الأول كان في عام 1987 م على جهاز صخر، وهي أول لعبة من هذا النوع.

## السلسلة الرئيسية
ظهرت ميتال غير للمرة الأولى على جهاز صخر عام 1987 م، بعدها عاودت الصدور على جهاز نينتندو إنترتينمنت سيستم، فكرة وإخراج وتصميم هيديو كوجيما، وقد كانت اللعبة الأولى التي تعطي اهتمام فائق للقصة.
ثم ظهرت ميتال غير 2: سوليد سنيك أولا على جهاز صخر في الأسواق اليابانية فقط، وذلك في 19 يوليو من عام 1990 م، وفي عام 2004 تم إعادة إصدار اللعبة للهواتف النقالة نسخة يابانية وأمريكيه، وأخيراً صدرت اللعبة على جهاز بلاي ستيشن 2 مرفقة مع لعبة ميتال غير سوليد 3، حوت اللعبة تعديل كامل على أشكال شخصيات اللعبة عند ظهور صورها على جهاز الاتصال.
وقد ظهرت ميتال غير سوليد على جهاز بلاي ستيشن ، في عام 1998م، بعدها صدرت على أجهزة الحاسب بنظام ميكروسوفت ويندوز في عام 2000م، بلغت مبيعات اللعبة أكثر من 6 ملايين نسخة حول العالم، أبرز تطورات النسخة عن الجزئين السابقين هي دخولها لعالم ثلاثي الأبعاد، مع اهتمام كبير جداً بالقصة، وقد صدر جزء محسن للعبة بعنوان Metal Gear Solid The Twin Snakes على جهاز النينتندو جيم كيوب من تطوير شركة كونامي وفرسان السيليكون.
ثم ظهرت ميتال غير سوليد 2: سنز أوف لبرتي على أجهزة بلاي ستيشن 2 في عام 2001 م، بيع من اللعبة مايزيد عن 7 ملايين نسخة حول العالم، على الرغم من أن هذا الجزء تفوق على سابقه في المبيعات، إلا أن الكثير انتقدها لقصتها المعقدة، ولوجود شخصية آخرى أخذت دور البطولة في اللعبة، وهي رايدن.
صدر جزء ميتال غير سوليد 3: سنيك إيتر في عام 2004 على أجهزة بلاي ستيشن 2 في اليابان وأمريكا ولقد تم إعادة إصدار اللعبة على أجهزة نينتندو 3دي إس في عام 2011.
صدر ميتال غير سوليد: بورتبل أوبس على جهاز ال بي أس بي ، في عام 2006م، تدور أحداث اللعبة بعد الجزء الثالث من السلسلة.
صدرت ميتال غير سوليد 4: غنز أوف ذا بتريوتس في عام 2008م حصرياً لأجهزة البلاي ستيشن 3 ، وهي تعد نهاية القصة للبطل سوليد سنيك Solid Snake، يعد هذا الجزء هو الأكثر نجاحا من كل السلسلة، فقد تم بيع مايزيد عن 5 ملايين نسخة.
وقد صدرت النسخة ميتال غير رايزينج: ريفنجنس في 19 من فبراير عام 2013 على بلاي ستيشن 3 وإكس بوكس 360 و هي لعبة هاك أند سلاش فرعية من ميتل جير من تطوير الألعاب البلاتينية .

## القصة
في عالم ميتال غير، انحرف التاريخ في نقطة ما أثناء الحرب العالمية الثانية، مع لعب وحدة كوبرا دوراً محورياً في هزيمة قوى المحور، ومع تطور تكنولوجيا الاستنساخ والروبوتات في سبعينات القرن العشرين، وانتهاء الحرب الباردة في وقت متأخر مقارنة مع تاريخ العالم الواقعي. تَكشف استمرارية الألعاب الاحدى عشر في سلسلة ميتال جير الرئيسية عن حبكة مُمتدة لخمسة قرون ونصف منذ بداية الحرب الباردة وإلى المستقبل القريب. بيج بوس هو الشخصية الرئيسية في قصة السلسلة، وتركز خمسة العاب من الأحد عشر لعبة الرئيسية على قصته قبل عقود من أحداث السلسلة الأصلية .

### الحبكة
تُقدم لنا ميتال غير سوليد 3: سنيك إيتر، وهي اللعبة الأولى على خط السلسلة الزمني نيكد سنيك (سنيك للاختصار)، وهو عميل ضمن فرقة العمليات إكس (فوكس للاختصار)، وهي وحدة تابعة لوكالة المخابرات المركزية الأمريكية خلال الحرب الباردة. تُركز اللعبة على صعود سنيك من رتبة متدرب إلى جندي أسطوري، وسقوط مرشدته التي تمثل شخصية الأم له «ذا بوس». يُرسل سنيك إلى روسيا بعد انشقاق ذا بوس وانضمامها الاتحاد السوفيتي لكي يقتلها وينهي التهديد الذي يشكله عقيد السبيتسناز إيفنجي بوريسوفيتش فولغين الذي يخطط لإطاحة الحكومة السوفيتية. يَنال سنيك لقب بيج بوس على ضوء بطولاته نهاية اللعبة، وتُستكشف أيضا أصل منظمة ذا باتريوتس التي أسسها زيرو.
تلعب ميتال غير سوليد بورتابل أوبس دور تكملة مباشرة لميتال غير سوليد 3: سنيك إيتر، وتتبع اللعبة حياة سنيك بعد حل فرقة فوكس، وعدم قبوله لقب بيج بوس حتى تلك اللحظة. تُظهر الحبكة منشأ فرقة المرتزقة الخاصة بسنيك أثناء محاولته الهرب من ومواجهته فرقته القديمة. تَبقى مصداقية أحداث بورتابل أوبس محط نزاع مع تصريح كوجيما «إن قصة بورتابل أوبس هي جزء من الملحمة، وجزء من خط ميتال غير الزمني على الرغم من عدم وجود بعض التفاصيل الصغيرة في بورتابل أوبس خارج الملحمة وخط السلسلة الزمني الرئيسي».
تقع أحداث ميتال غير سوليد: بيس واكر بعد عشر سنوات من أحداث سنيك إيتر، وتعود إلى قصة بيج بوس الشاب، وهو الآن رئيس منظمة قوات مرتزقة تدعى جنود بلا حدود (Militaires Sans Frontières). يَكتشف بيج بوس نقل رؤوس حربية نووية من أمريكا اللاتينية ويُقرر أن من المتوجب عليه إيقافهم. تُقدم بيس واكر طاقماً جديداً من الشخصيات التي تقدم الدعم والمعلومات لبيج بوس، وتَظهر على الرغم من ذلك عدة شخصيات من الألعاب السابقة مثل كازوهيرا ميلر الشاب.
إن ميتال غير سوليد 5: ذا فانتوم بين تكملة مباشرة لبيس واكر، وتتألف من فصلين. تَقع أحداث المقدمة المسماة جراوند زيروز بعد عدة أسابيع من المهمة الأخيرة في بس واكر، وفيها يُطلب من بيج بوس إنقاذ فردين مهمين من منشئة سرية أمريكية تقع على سواحل كوبا، ويتزامن هذا مع زيارة وفد من الوكالة الدولية للطاقة الذرية التي يتضح لاحقاً كونها غطاءً أُستخدم في سبيل شن هجوم مفاجئ على القاعدة الأم، وخططت له منظمة غامضة تدعى إكس أو إف. أثناء الفوضى تصطدم مروحية بيج بوس بمروحية أخرى وينتج عن هذا إرساله إلى المستشفى وبقائه فيها تسع سنوات. يَقود هذا إلى أحداث الفصل الثاني والرئيسي المسمى ذا فانتوم باين. يَدور الفصل الثاني حول تشكيل بيج بوس لشركة عسكرية خاصة يسميها «ذا دايموند دوجز» للرد على دمار منظمة جنود بلا حدود وخسارته رفقائه، ولكن يُكشف أن بيج بوس هو في الواقع عضو من الطاقم الطبي الناجي من حادث تحطم المروحية يصدق بعد غسل مخه على أنه بيج بوس، وأثناء هذا يختبأ بيج بوس الحقيقي وينشأ أوتر هيفن، وهي مكان يستطيع الجنود العيش فيه دون الحاجة لأتباعهم أو انتمائهم إلى مذهب أو أيديولوجية معينة.
تتبع اللعبة الأولى على جهاز إم إس إكس قصة سوليد سنيك، وهو عضو غير مخضرم في وحدة فوكسهاوند للعمليات الخاصة يُرسل من قبل رئيسه بيج بوس إلى حصن في جنوب أفريقيا يدعى أوتر هيفن مع هدف إيجاد عضو الفرقة المفقود جراي فوكس، والتحري عن سلاح معروف باسم ميتال غير. لكن بعد إكمال سنيك هدفه على نحو غير متوقع، يَكتشف أن بيج بوس هو قائد أوتر هيفن، أنشأه لكي يكون مكان يتمكن الجنود فيه من القتال بحرية بعيداً عن أي أيديولوجية تفرضها الحكومات عليهم. بعد قتال بيج بوس سنيك يقتل الأول لكن يكشف عن أنه في الواقع بيج بوس المزيف من ميتال غير 5: فانتوم باين. يُؤسس بيج بوس الحقيقي في لعبة ميتال غير 2: سوليد سنيك دولة عسكرية جديدة يسميها زنجبار لاند، ويتواجه هو وسنيك مجدداً مع انتصار الأخير وقتله بيج بوس هذه المرة علما ما يبدو.

تُوضح ميتال غير سوليد حبكة الألعاب السابقة، وتَكشف عن أن سوليد سنيك في الحقيقة نسخة من بيج بوس صَنعه مشروع حكومي سري. الخصم الرئيسي في هذه اللعبة هو ليكويد سنيك، وهو شقيق سنيك التؤام الذي يتولى السيطرة على فوكسهاوند بعد تقاعد سنيك. يُسيطر ليكويد وفوكسهاوند على منشئة تَخلص من الأسلحة النووية في ألاسكا، ويصادرون سلاح ميتال غير من الجيل الجديد يسمى ريكس كان متواجد هناك من أجل اختباره. يُهدد ليكويد الحكومة بتفجير رأس ريكس النووي إذا لم تسلمه بقايا بيج بوس. يُدمر سوليد سنيك ميتال غير ريكس ويَقتل أَعضاء فرقة فوكسهاوند المتمردين باستثناء ريفولفير أوسيلوت.

مجموعة أغلفة لألعاب ميتال غير.

## المبيعات
اعتبارًا من 14 مايو 2021 ، أعلنت شركة كونامي ان السلسلة باعت مايقارب 57.1 مليون نسخة عالمياً.